# Партія миру та процвітання
Партія миру та процвітання (дзонґ-ке འབྲུག་ཕུན་སུམ་ཚོག་པ, Вайлі: brug phun-sum tshog-pa, лат. Druk Phuensum Tshogpa) — одна з двох зареєстрованих партій Бутану. Партія була сформована 25 липня 2007 року в результаті злиття Всенародної партії та Об'єднаної народної партії, які проіснували недовго.
Робочий комітет нової партії, який очолив колишній прем'єр-міністр Бутану Джігме Тінлей, визначив назву партії. 15 серпня 2007 року Джігме Тінлей був обраний головою партії. У цей же день партія подала офіційну заявку на реєстрацію, ставши таким чином другою партією, яка зробила це. 2 жовтня 2007 року партію зареєструвала виборча комісія. 24 березня 2008 року партія взяла участь у перших демократичних виборах у Бутані. За підсумками виборів партія здобула 45 з 47 місць в Національній асамблеї.